# Martyr Defiled
Martyr Defiled es una banda británica de deathcore de Lincoln, fundándose en 2008.

## Historia
A mediados del 2007, Lincoln, Inglaterra se funda cuya banda que al primer año que lanzan su primer trabajo llamado Demo 2008 que simplemente fue su primer paso para la música del deathcore. Al año siguiente lanzan un EP titulado Ecophagy donde teloneo varias bandas extranjeras en su paso por Reino Unido, la cual grababa para un nuevo trabajo.
En 2010 la banda anuncia el lanzamiento de su primer álbum de estudio la cual se llamaba Collusion lo que le permitió programar conciertos para Inglaterra. En ese mismo año la banda toco junto a notables banda tales como: The Black Dahlia Murder, Despised Icon, All Shall Perish y The Red Chord donde estaban de tour por todo el Reino Unido. En 2012, la banda anuncia el lanzamiento de dos nuevos EPs titulándose Goldstein y In Shadows ambos en ese mismo año.
Finalmente la banda en 2013 graba algunas canciones para un nuevo trabajo, que luego lanzaría un álbum de estudio para el 2014, llamándose No Hope. No Morality.

## Miembros
Miembros actuales
- Ryan Smith - guitarra
- Richard Duffin - batería
- Matthew Jones - voz
- David Trees - guitarra

## Discografía
Álbumes de estudio
- 2010 - Collusion
- 2014 - No Hope. No Morality
- 2017 - Young Gods

EPs
- 2009 - Ecophagy
- 2012 - Goldstein
- 2012 - In Shadows

Demos
- 2008 - Demo 2008